# Săcălaz

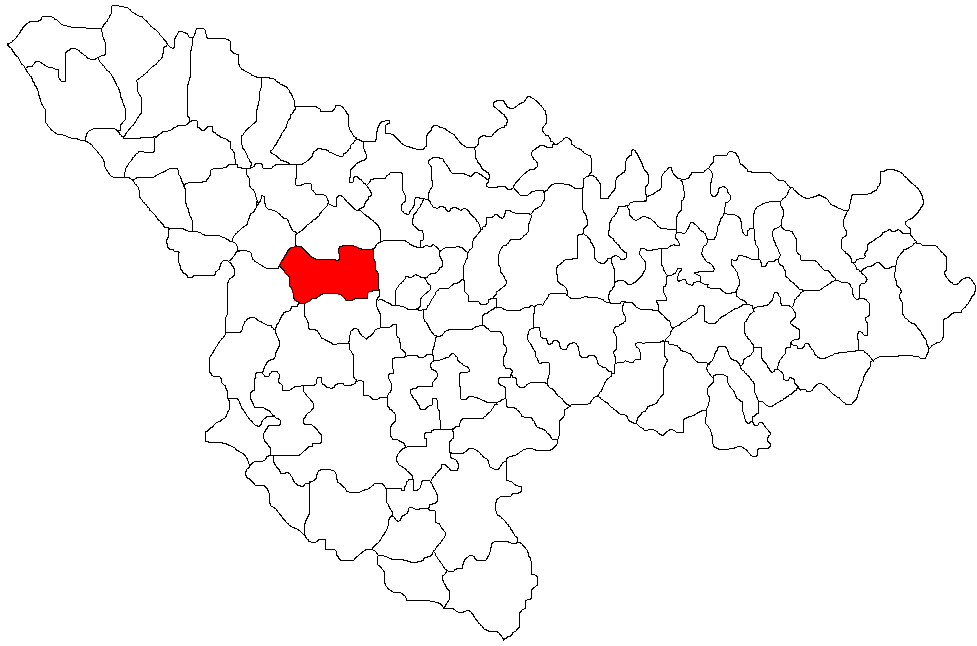
Lage der Gemeinde Săcălaz im Kreis Timiș

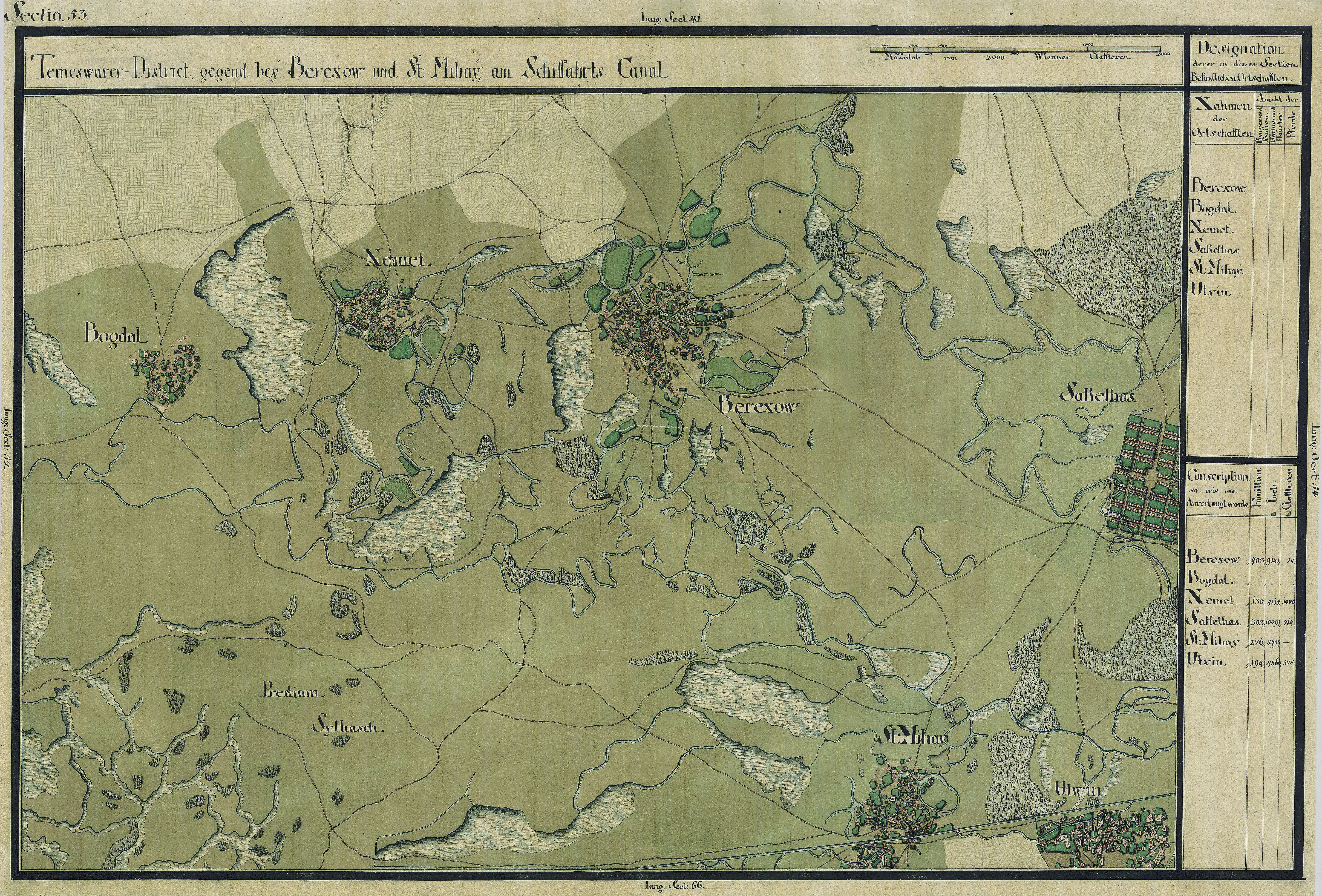
Săcălaz auf der Josephinischen Landaufnahme (1769–1772)

Săcălaz [səkə'las] (deutsch Sackelhausen, ungarisch Szakálháza) ist eine Gemeinde im Kreis Timiș, in der Region Banat, im Südwesten Rumäniens. Sie liegt etwa zehn Kilometer westlich von Timișoara (Temeswar). Zur Gemeinde Săcălaz gehören die Dörfer Beregsău Mare und Beregsău Mic.

## Nachbarorte
| Becicherecu Mic | Dudeștii Noi                                | Sânandrei |
| Beregsău Mare   | Kompassrose, die auf Nachbargemeinden zeigt | Mehala    |
| Beregsău Mic    | Sânmihaiu Român                             | Freidorf  |

## Geschichte
Der 1392 erstmals erwähnte Ort war bis 1767 von Rumänen bewohnt. Ab 1765 wurden im Rahmen der Schwabenzüge ins Banat hauptsächlich südwestdeutsche Auswanderer angesiedelt. Einige Dorfstraßen – die Lietzenburger Gasse, die Lothringer Gasse, die Mainzer Gasse und die Schwarzwälder Gasse – verweisen auf die Herkunft der Siedler, der in der ersten Generation fast alle durch Krankheiten und Seuchen (Pest, Cholera, Typhus) zum Opfer fielen. Anfang des 19. Jahrhunderts herrschte Wohlstand in Sackelhausen. Trotzdem gab es eine Auswanderung nach Nordamerika.
Um 1940 erreichte die fast ausschließlich aus Banater Schwaben bestehende katholische Gemeinde mit über 4000 Einwohnern ihren demographischen Höhepunkt. Der Zweite Weltkrieg, das Einbeziehen der Deutschen in die Wehrmacht, Flucht, Vertreibung, Deportationen nach Russland und in den Bărăgan sowie die Enteignung des landwirtschaftlichen Besitzes, Grundlage der Existenz der vorwiegend bäuerlichen Bevölkerung, leiteten den finalen Exodus ein, der zwischen 1981 und 1985 praktisch zum Ende der deutschen Besiedlung führte.
Viele der ehemaligen Bewohner Sackelhausens (mehr als 1000) leben heute im Raum Reutlingen/Metzingen, andere in weiteren Teilen Westeuropas.

## Wirtschaft
Größter Arbeitgeber in Sackelhausen ist die Honold Logistik Gruppe, die dort gemeinsam mit der Firma Dietrich einen Logistikpark betreibt. Der Logistikpark wurde im Jahr 2013 für die Firma Heraeus Dental, Tochter der japanischen Mitsui, erweitert. Heraeus soll mehr als 100 Personen im Bereich HighTechologie und Pharmazie beschäftigen. Der Park verfügt über Reinraumtechnologie, Notstromaggregate und eine eigene Strom- und Wasserversorgung.

## Persönlichkeiten
- Josef Linster (1889–1954), Komponist und Musikpädagoge
- Heinrich Lauer (1934–2010), Schriftsteller und Journalist
- Karl Fritz Lauer (1938–2018), Agrarwissenschaftler für Phytopathologie und Herbologie
- Gerhard Ortinau (* 1953), Schriftsteller
- Carl Gibson (* 1959), Sachbuchautor